# Chonos
Chonos är en kulle i Antarktis. Den ligger i Sydshetlandsöarna. Argentina, Chile och Storbritannien gör anspråk på området.
Terrängen runt Chonos är huvudsakligen platt, men söderut är den kuperad. Havet är nära Chonos norrut. Trakten är obefolkad. Det finns inga samhällen i närheten. 